# A sors útjai (teleregény)
A sors útjai (eredeti cím: Un camino hacia el destino–Út a végzet felé) egy 2016-ban futott mexikói televíziós filmsorozat Paulina Goto és Horacio Pancheri főszereplésével. A sorozat a 2003-ban készült A kertész lánya című telenovella remakeje.  Magyarországon 2017. június 29-én tűzte műsorra a TV2

## Történet
Amelia Altamirano jómódú családból származik. Beleszeret Luis Monteroba. A férfi azonban elhagyja, amikor megismeri Marissa Gómezt, a gazdag özvegyet. Amelia terhes lesz Luistól. A férfi viszont hallani sem akar róla. Apja pedig kitagadja. Pedro, a család kertésze, aki szerelmes Ameliába, magára vállalja az apaságot, és feleségül veszi a lányt. Hamarosan megszületik Luisa Fernanda.
A történet 18 évvel később folytatódik. Luisa Fernandából gyönyörű, cserfes, elbűvölő fiatal lány lett. Az életét azonban beárnyékolja, hogy apja végtelen szeretete mellett anyja haragjával és gyűlöletével is együtt kell élnie. Nem érti, hogy Amelia miért löki el magától, miért nem szerette sosem. Egy nap Luis, a vér szerinti apja majdnem elüti a lányt az autójával. A baleset következtében Luisa Fernanda kórházba kerül, ahol megismerkedik Carlossal, a jóképű, fiatal orvossal. Fernanda és Carlos első látásra egymásba szeretnek. Azonban sokan állnak szerelmük útjába: Isabela, Carlos féltékeny barátnője, aki semmi áron nem hajlandó lemondani a férfiról; Felipe, Carlos legjobb barátja, aki szintén szemet vet Fernandára; Camila, Luisa Fernanda legjobb barátnője, akinek szintén megtetszik Carlos és kész harcolni érte bármi áron, ebben pedig apja, Hernan is segítségére van; valamint Amelia, Luis és Marissa sem örül a románcnak. Carlos és Fernanda szerelme azonban mindennél erősebb. Közben pedig Luisa Fernanda egyre közelebb kerül ahhoz, hogy megtudja az igazságot a származásáról.

## Szereplők

### Főszereplők
| Szerepnév                                 | Színész                 | Magyar hang            | Megjegyzés |
| ----------------------------------------- | ----------------------- | ---------------------- | --- |
| Luisa Fernanda Pérez / Montero Altamirano | Paulina Goto            | Czető Zsanett          | Amelia és Luis lánya, Pedro nevelt lánya, Fernando unokája, Carlos szerelme, Pedrito édesanyja                   |
| Carlos Gómez Ruiz                         | Horacio Pancheri        | Dányi Krisztián        | Marissa fia, Luis nevelt fia, Luisa Fernanda szerelme, Pedrito édesapja                                          |
| Pedro Pérez                               | Jorge Aravena           | Horváth-Töreki Gergely | Amelia férje, Luisa Fernanda nevelőapja                                                                          |
| Mariana Altamirano del Alamo de Sotomayor | Ana Patricia Rojo       | Kisfalvi Krisztina     | Fernando lánya, Amelia testvére, Luisa Fernanda nagynénje, Hernan felesége, Camila nevelőanyja, szerelmes Luisba |
| Amelia Altamirano del Alamo de Pérez      | Lisette Morelos         | Pap Kati               | Luisa Fernanda édesanyja, Pedro felesége, Fernando lánya, Mariana testvére                                       |
| Luis Montero Fernandez                    | René Strickler          | Zöld Csaba             | Luisa Fernanda édesapja, Marissa férje, Carlos nevelőapja                                                        |
| Marissa Ruiz de Gómez / de Montero        | Eugenia Cauduro         | Orosz Anna             | Carlos édesanyja, Luis felesége                                                                                  |
| Fernando Altamirano Rubio                 | Gustavo Rojo            | Forgács Gábor          | Luisa Fernanda nagyapja, Amelia és Mariana édesapja                                                              |
| Hernan Sotomayor Landa                    | Manuel Landaeta         | Galbenisz Tomasz       | Mariana férje, Camila édesapja                                                                                   |
| Blanca Martínez                           | Patricia Reyes Spíndola | Rátonyi Hajnal         | Szolgáló az Altamirano-házban, Felipe keresztanyja                                                               |
| Isabela de León Madero                    | Candela Márquez         | Sallai Nóra            | Carolina testvére, szerelmes Carlosba                                                                            |
| Camila Sotomayor Williams                 | Aranza Carreiro         | Laudon Andrea          | Luisa Fernanda osztálytársa és barátnője, Hernán lánya, Mariana nevelt lánya, szerelmes Carlosba                 |
| Felipe Montiel                            | Alejandro Peniche       | Szabó Máté             | Carlos barátja, Blanca és Jose keresztfia, szerelmes Luisa Fernandába                                            |
| Javier Farías                             | Brandon Peniche         | Moser Károly           | Szerelmes Luisa Fernandába                                                                                       |
| Guadalupe "Lupe" Gonzalo                  | Rocío Banquells         | Kocsis Mariann         | A Pérez család szomszédja, Amelia barátnője, Cesar édesanyja, Marissa titkárnője                                 |
| Ignacio Ordoñez                           | Agustin Arana           | Sótonyi Gábor          | Marissa kollégája, szerelmes Ameliába                                                                            |

### Vendég- és mellékszereplők
| Szerepnév                   | Színész             | Magyar hang        | Megjegyzés                                                                                 |
| --------------------------- | ------------------- | ------------------ | ------------------------------------------------------------------------------------------ |
| Diego Martínez              | Arturo Carmona      | Kárpáti Levente    | Tanár az iskolában, ahol Luisa Fernanda tanul                                              |
| Leopoldo Arellano Manrique  | Harry Geithner      | Haagen Imre        | Luis barátja                                                                               |
| Rosaura Pérez               | Rebeca Manríquez    | Menszátor Magdolna | Apáca az iskolában, ahol Luisa Fernanda tanul, Luisa Fernanda keresztanyja, Pedro testvére |
| Andrea Fonseca              | Yuliana Peniche     | Dögei Éva          | Isabela barátnője, Luis szeretője                                                          |
| Isamel Solorzano            | Alejandro Ruiz      | Maday Gábor        | Luis barátja                                                                               |
| José                        | Andres Pardave      | Kajtár Róbert      | Pedro barátja, Felipe keresztapja                                                          |
| Rosario                     | Aurora Clavel       | Zsurzs Kati        | Szolgáló a Gómez-házban, Clarita keresztanyja                                              |
| Carolina de León Madero     | Vanya Aguayo        | Pekár Adrienn      | Luisa Fernanda osztálytársa, Isabela testvére                                              |
| Lucero Gutierrez Vega       | Barbara López       | Györfi Laura       | Luisa Fernanda osztálytársa                                                                |
| Nadia Ricardi Valencia      | Samadhi Zendejas    | Vági Viktória      | Luisa Fernanda osztálytársa, Carolina barátnője                                            |
| Victoria ˇVickyˇMejía Ocaña | Claudia Martín      | Göbölös Krisztina  | Luisa Fernanda osztálytársa, Carolina barátnője                                            |
| Adelina Martínez Soto       | Arena Ibarra        | Kardos Eszter      | Luisa Fernanda osztálytársa                                                                |
| Clara ˇClaritaˇ             | Dilery Sánchez      | Lamboni Anna       | Szolgáló a Gómez-házban, Rosario keresztlánya, Cesar szerelme                              |
| Sornisa                     | Sheyla Tadeo        | Kokas Piroska      | Apáca az iskolában, ahol Luisa Fernanda tanul                                              |
| Alicia                      | Rubí Cardozo        | Kiss Anikó         | Luis titkárnője                                                                            |
| Migdalia                    | María Molina        | Málnai Zsuzsa      | Apáca az iskolában, ahol Luisa Fernanda tanul                                              |
| Cesar Gonzalo               | Ianis Guerrero      | Dózsa Zoltán       | Pedro barátja, Lupe fia, Clarita szerelme                                                  |
| Virginia Torres             | Constanza Mirko     | Ősi Ildikó         | Hernan titkárnője                                                                          |
| Francisco ˇPaquitoˇ         | Rogelio Cruz Téllez | Straub Martin      | Carlos örökbefogadott fia                                                                  |
| Demetria ˇBajkeverőˇ        | Naidelyn Navarrete  | Roatis Andrea      | Eleinte Luisa Fernanda ellenlábasa, majd barátnője                                         |
| Maribel                     | Aracelia Ramírez    | Nádasi Veronika    | Luisa Fernanda barátnője, szerelmes Javierbe                                               |
| Teo Saldívar                | Gerardo Murguía     | Albert Péter       | Szerelmes Isabelába                                                                        |

## Érdekességek
- Paulina Goto és Horacio Pancheri nemcsak a sorozatban, hanem a valóságban is egy párt alkotnak. A sorozat forgatásai alatt szerettek egymásba.
- Paulina Goto és Jorge Aravena korábban már játszottak együtt a Szerelem ajándékba című telenovellában.
- Ana Patricia Rojo és Gustavo Rojo a valóságban is apa és lánya. Korábban az Esmeralda című sorozatban is együtt játszottak, ahol szintén apa-lánya kapcsolatuk volt.
- Horacio Pancheri A szenvedély száz színe című telenovellában René Strickler karakterének a fiatal alteregóját alakította.
- Ana Patricia Rojo, Rocío Banquells és René Strickler korábban már játszottak együtt az Árva angyal és a Maricruz című telenovellákban.
- Gustavo Rojónak ez volt az utolsó telenovellája. A színész 2017. április 22-én elhunyt.